# Jacek Rońda
Jacek Rońda (ur. 1948) – profesor nauk technicznych, wykładowca Akademii Górniczo-Hutniczej im. Stanisława Staszica w Krakowie (do października 2017 zawieszony w prawach wykładowcy) i Wyższej Szkoły Techniczno-Ekonomicznej w Warszawie. Specjalizuje się w informatyce stosowanej, matematyce przemysłowej, matematyce stosowanej, mechanice stosowanej i metodach programowania.

## Życiorys
Absolwent Wydziału Mechaniczno-Technologicznego Politechniki Warszawskiej. Od 1973 roku zajmuje się metodami numerycznymi, w tym zwłaszcza metodą elementów skończonych (MES), i jest twórcą oprogramowania do opracowywania symulacji komputerowych. W 1979 roku otrzymał stopień naukowy doktora za rozprawę Rozwiązania dynamicznych zagadnień początkowo-brzegowych w teorii lepkoplastyczności, a w 1990 roku stopień naukowy doktora habilitowanego za pracę Niestacjonarne zagadnienia kontaktowe. W 2004 roku uzyskał tytuł profesora nauk technicznych. Profesor nadzwyczajny w Akademii Górniczo-Hutniczej w Krakowie w Katedrze Informatyki Stosowanej i Modelowania, członek Rady Wydziału Inżynierii Metali i Informatyki Przemysłowej AGH.
W drugiej połowie lat 80. XX wieku był wykładowcą Uniwersytetu Technicznego Hamburg-Harburg w Niemczech, gdzie stworzył program komputerowy TF 3D do modelowania spawania pod wodą. W pierwszej połowie lat 90. XX wieku pracował naukowo w Republice Południowej Afryki, gdzie był zatrudniony jako starszy wykładowca na University of Cape Town jako starszy wykładowca na wydziale Matematyki Stosowanej, kierowanej przez prof. Brian Hahn, a po jego tragicznej śmierci przez prof. Reddy, który zrezygnował z dalszej współpracy z prof. J. Rońdą, m.in. współpracując z francuskim koncernem Framatome (obecnie Areva) jako współautor oprogramowania służącego do symulacji procesów spawania korpusów silników turbinowych i rurociągów w elektrowniach atomowych.
Po powrocie do Polski kierował zespołem naukowców Akademii Górniczo-Hutniczej, którzy zaprojektowali nowatorskie implanty kości twarzy i czaszki, w których zastosowano powłokę diamentową pokrytą dodatkowo irydem i platyną lub srebrem. 

### Sprawa katastrofy smoleńskiej
W 2012 roku został wiceprzewodniczącym prezydium komitetu naukowego Konferencji Smoleńskiej, poświęconej badaniom katastrofy polskiego Tu-154 w Smoleńsku. 18 października 2013 roku zrezygnował z przewodnictwa komitetowi naukowemu konferencji i przyznał się do kłamstwa nt. katastrofy smoleńskiej, wypowiedzianego w audycji telewizyjnej. 4 listopada 2013, w związku z wydaniem przez uczelnianą komisję etyki opinii o przekroczeniu przez profesora norm etycznych, rektor AGH zawiesił go w działalności dydaktycznej na uczelni, następnie zaś prof. Rońda przegrał wytoczony w tej sprawie uczelni proces. Został członkiem komitetu naukowego II i III Konferencji Smoleńskiej z lat 2013, 2014.
Jacek Rońda był doradcą ministra nauki w rządzie Sojuszu Lewicy Demokratycznej Michała Kleibera ds. offsetu związanego z zakupem przez Polskę samolotów F-16. W czasach PRL-u należał do PZPR.

## Publikacje książkowe
- Rozwiązania dynamicznych zagadnień początkowo-brzegowych w teorii lepkoplastyczności (1979)
- Niestacjonarne zagadnienia kontaktowe (1990)
- Spline’y w zagadnieniach dwuwymiarowych (wraz z Z. Iwanowem i J. Bauerem) (1993)
- Models of plasma arc welding (2007)
- Finite Element Model of Thermo-mechanical-metallurgical Processes (wraz z G. J. Oliverem) (2007)